# Tom Brumley
Thomas Rexton 'Tom'  Brumley (Stella (Missouri), 12 november  1935 - San Antonio, 4  februari  2009) was een Amerikaans steelgitarist. Tom  was de zoon van Albert E. Brumley, een componist van gospelmuziek.
Brumley is meest gekend als lid van Buck Owens' Buckaroos in de jaren zestig. Hij verliet Owens aan het eind van de jaren zestig en ging vervolgens aan de slag bij  Rick Nelson en zijn Stone Canyon Band. Hij speelde onder meer op Nelsons hitplaat "Garden Party".
Hij speelde ook met de Desert Rose Band, Rose Maddox, Waylon Jennings, Dwight Yoakam, Steve Warner, Rod Stewart, Chris Isaak, Merle Haggard, Reba McEntire, Sara Evans, Janie Fricke, Burton Cummings en Martina McBride. Hij werd opgenomen in de Steel Guitar Hall of Fame.